# Alt Kuttendorf

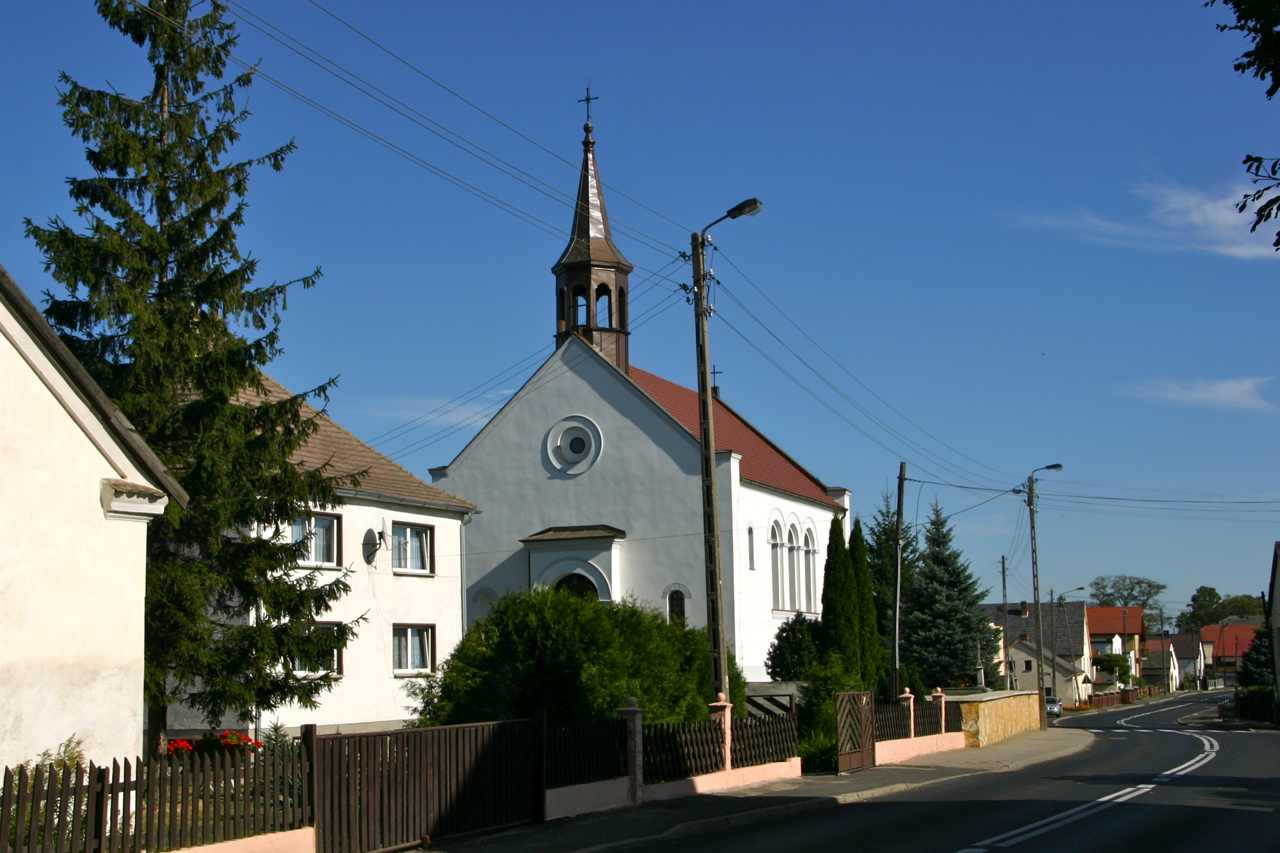
Ortsbild mit Kirche

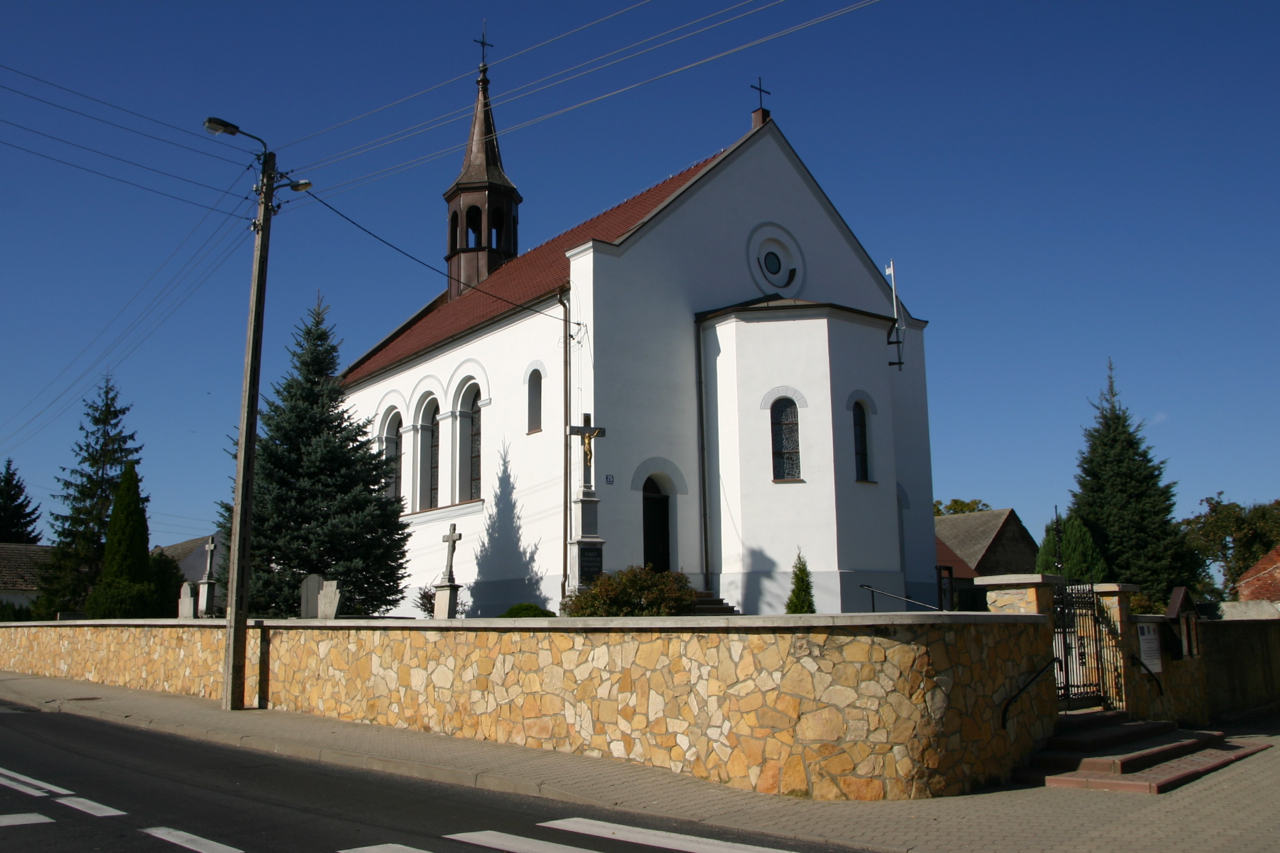
Barbarakirche

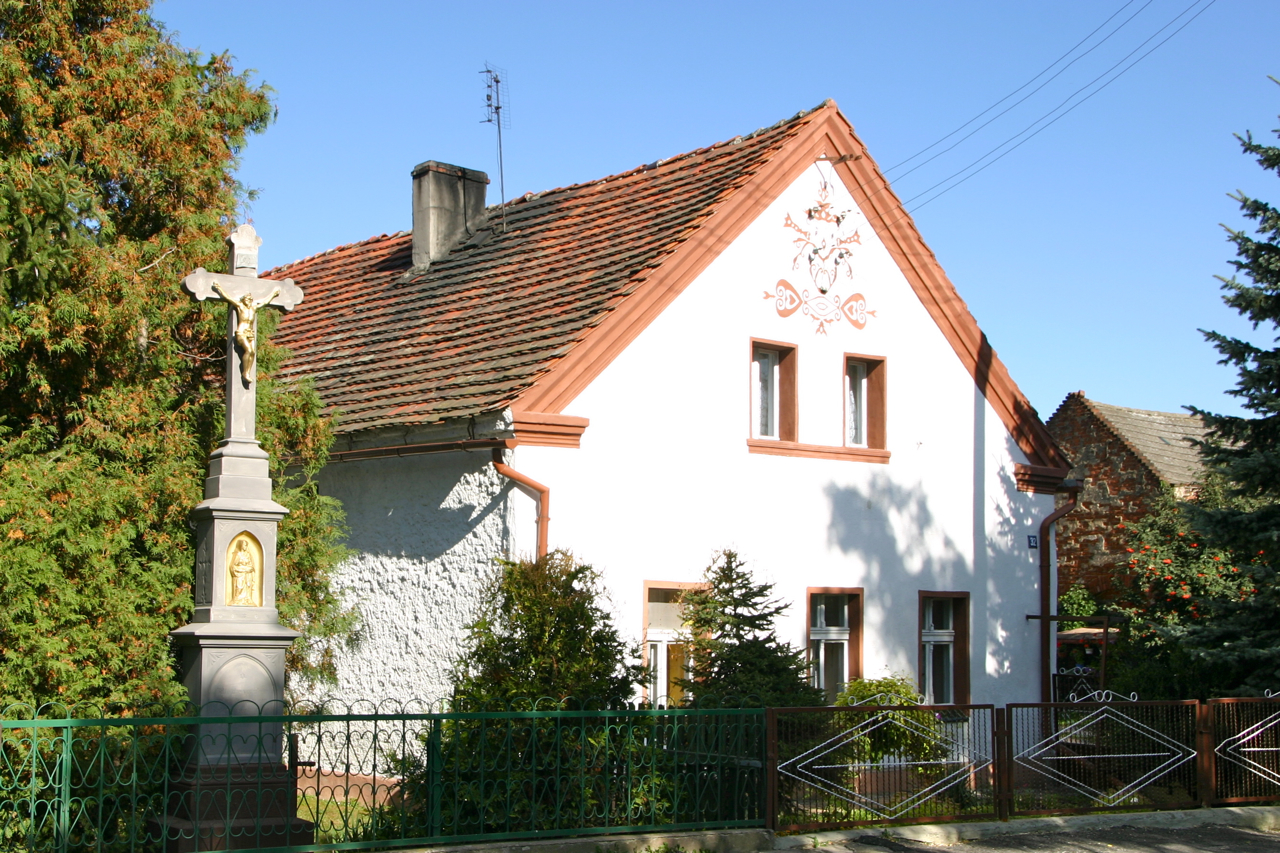
Ortsbild mit Wegkreuz

Alt Kuttendorf (polnisch Stare Kotkowice) ist ein Ort in der Stadt- und Landgemeinde Oberglogau (Głogówek) im Powiat Prudnicki der Woiwodschaft Opole (Oppeln) in Polen.

## Geographie
Das Straßendorf Alt Kuttendorf liegt drei Kilometer östlich von Oberglogau, 24 Kilometer östlich von Prudnik (Neustadt O.S.) und 37 Kilometer südlich von Opole in der Schlesischen Tiefebene an der Swornica. Durch den Ort führt die Landesstraße Droga krajowa 40.
Nachbarorte von Alt Kuttendorf sind im Westen Oberglogau, im Norden Neu Kuttendorf (Nowe Kotkowice), im Nordosten Rosnochau (Rozkochów), im Osten Friedersdorf (Biedrzychowice) und im Südosten Fröbel (Wróblin).

## Geschichte
Der Ort wurde im 13. Jahrhundert erstmals urkundlich erwähnt, im Zusammenhang mit einer Erwähnung des Klosters Czarnowanz. In einer Urkunde des Oppelner Herzogs Bolko V. vom 27. März 1430 aus dem Besitz des Klosters Czarnowanz wird der Ort mit den Schreibweisen Kotchendurff, Cotchendurff und Cotkendurff erwähnt.
Nach dem Ersten Schlesischen Krieg fiel Kuttendorf 1742 mit dem größten Teil Schlesiens an Preußen.
Nachdem im 19. Jahrhundert nördlich von Kuttendorf ein Vorwerk angelegt wurde, das den Namen Neu Kuttendorf erhielt, wurde der Ort fortan Alt Kuttendorf genannt. Nach der Neugliederung der Provinz Schlesien gehörte die Landgemeinde Alt Kuttendorf ab 1816 zum Landkreis Neustadt O.S., mit dem sie bis 1945 verbunden blieb. 1845 bestanden im Ort eine katholische Kirche, ein Wirtshaus, eine Schmiede und 53 Häuser. Die Einwohnerzahl lag damals bei 310, davon drei evangelisch. 1847 wurde ein neues Kirchengebäude erbaut. 1865 hatte der Ort 13 Bauern-, 13 Gärtner- und 15 Häuslerstellen. Die Schüler waren nach Friedersdorf eingeschult. 1874 wurde der Amtsbezirk Schloß Ober Glogau I gegründet, dem die Landgemeinden Alt Kuttendorf, Fröbel, Göglichen, Hinterdorf, Neu Kuttendorf, Ober Glogau, Schloß und Weingasse sowie die Gutsbezirke Alt Kuttendorf, Fröbel, Göglichen, Neu Kuttendorf, Ober Glogau, Majoratsgut umfasste.
Bei der Volksabstimmung in Oberschlesien am 20. März 1921 stimmten 255 Wahlberechtigte für einen Verbleib bei Deutschland und 20 für Polen, im Gutsbezirk Alt Kuttendorf stimmten 48 Personen für Deutschland und niemand für Polen. Alt Kuttendorf verblieb beim Deutschen Reich. 1933 lebten im Ort 557 Einwohner, 1939 waren es 542 Einwohner.
Als Folge des Zweiten Weltkriegs fiel Alt Kuttendorf 1945 an Polen. Nachfolgend wurde es in Stare Kotkowice umbenannt und der Woiwodschaft Schlesien angeschlossen. 1950 wurde es der Woiwodschaft Opole eingegliedert. Seit 1999 gehört er zum Powiat Prudnicki. Am 22. April 2009 wurde in der Gemeinde Oberglogau, der Alt Kuttendorf angehört, Deutsch als zweite Amtssprache eingeführt. Am 1. Dezember 2009 erhielt der Ort zusätzlich den amtlichen deutschen Ortsnamen Alt Kuttendorf.

## Sehenswürdigkeiten und Denkmale
- Die römisch-katholische Barbarakirche (Kościół św. Barbary) wurde 1847 errichtet.[7] Der Kirchenbau steht seit 1959 unter Denkmalschutz.[8]
- Denkmal für die Gefallenen beider Weltkriege
- Wegekreuze
- Drei Kapellen aus dem 19. Jahrhundert
- Figur der hl. Maria

## Vereine
- Deutscher Freundschaftskreis
- Fußballverein LZS Stare Kotkowice
- Freiwillige Feuerwehr OSP Stare Kotkowice